# Ключарёв, Фёдор Петрович
Фёдор Петрович Ключарёв (1751—1822) — московский почт-директор, тайный советник, сенатор. Видный деятель русского масонства, автор мистико-религиозных стихов.

## Происхождение
Происходил из обер-офицерских детей. В его посмертном формуляре годом рождения был отмечен 1755-й; Г. Н. Геннади в своём «Словаре» указывал иную дату рождения — 5 октября 1754 года. Однако ввиду того, что Ф. П. Ключарёв начал службу в 1766 году, надо, по-видимому, принять показание митрополита Евгения, что он родился в 1751 году.

## Карьера чиновника
Известно, что первая должность Ключарёва была копиист в конторе Берг-коллегии в Москве в 1766 году. В 1767 году он был произведён в подканцеляристы, в 1776 году в канцеляристы и переведён в Могилевскую губернию, где стал секретарём канцелярии белорусского генерал-губернатора графа З. Г. Чернышёва, расположение которого Ключарёв успел заслужить.
В начале 1780-х приехал в Москву, где сблизился с Н. И. Новиковым и стал членом Собрания университетских питомцев и Дружеского учёного общества. Принят в Вольное российское собрание (1782). Произведён в своекоштные студенты Московского университета (1782). Активный масон, один из пяти членов масонской директории, возглавлявшейся Новиковым. Оставил Московский университет в конце 1783 года.
В 1782 году получил через графа З. Г. Чернышёва место прокурора в Губернском московском магистрате. Через полтора года он был переведён прокурором в Вятский верхний земский суд, через четыре месяца после этого получил отставку с награждением чином, а 7 января 1785 года был назначен секретарём вице-президента Адмиралтейств-коллегии графа И. Г. Чернышёва, не прерывал тесных связей с Новиковым. В 1792 году Ключарёв был опять уволен от службы с производством в чин надворного советника.

## Служба почт-директором

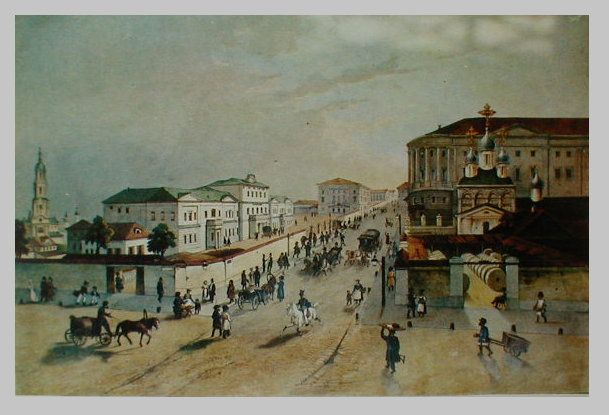
Императорский почтамт на Мясницкой улице в Москве, где служил Ф. П. Ключарёв

Со 2 января 1795 года началась служба Ф. П. Ключарёва по почтовому ведомству, а именно в Московском почтамте. 15 июня того же года он был назначен астраханским почт-директором, а 16 апреля 1799 года — тамбовским. За свою службу на этом поприще Ключарёв был удостоен 7 июля 1800 года командорским мальтийским крестом.
26 марта 1801 года Фёдор Ключарёв был назначен московским почт-директором. На этом месте он получил чин действительного статского советника и был награждён орденами Святой Анны I степени и Святого Владимира II степени. В этой должности Ключарёв оставался до 10 августа 1812 года, когда по распоряжению графа Ростопчина был схвачен и выслан из Москвы в Воронежскую губернию, по необоснованному подозрению в связях с французами во время Отечественной войны. Предлогом для высылки послужило дело Верещагина и Мешкова.
Через четыре года после этого случая Ключарёв был реабилитирован. 28 июня 1816 года, по словам формуляра Ключарёва, он «Высочайшим Его Императорского Величества указом Правительствующему Сенату, в вознаграждение за потерпенное удаление от должности, произведённое по обстоятельствам 1812 года тогдашним московским местным начальством, Всемилостивейше пожалован в тайные советники и облечён званием сенатора».
Умер в 1822 году, после чего по Москве распространились слухи, что, будучи душеприказчиком фельдмаршала Гудовича, он присвоил себе 70 тысяч золотом, которые Гудович предназначал для помещения в ломбард.

## Ключарёв и масонство

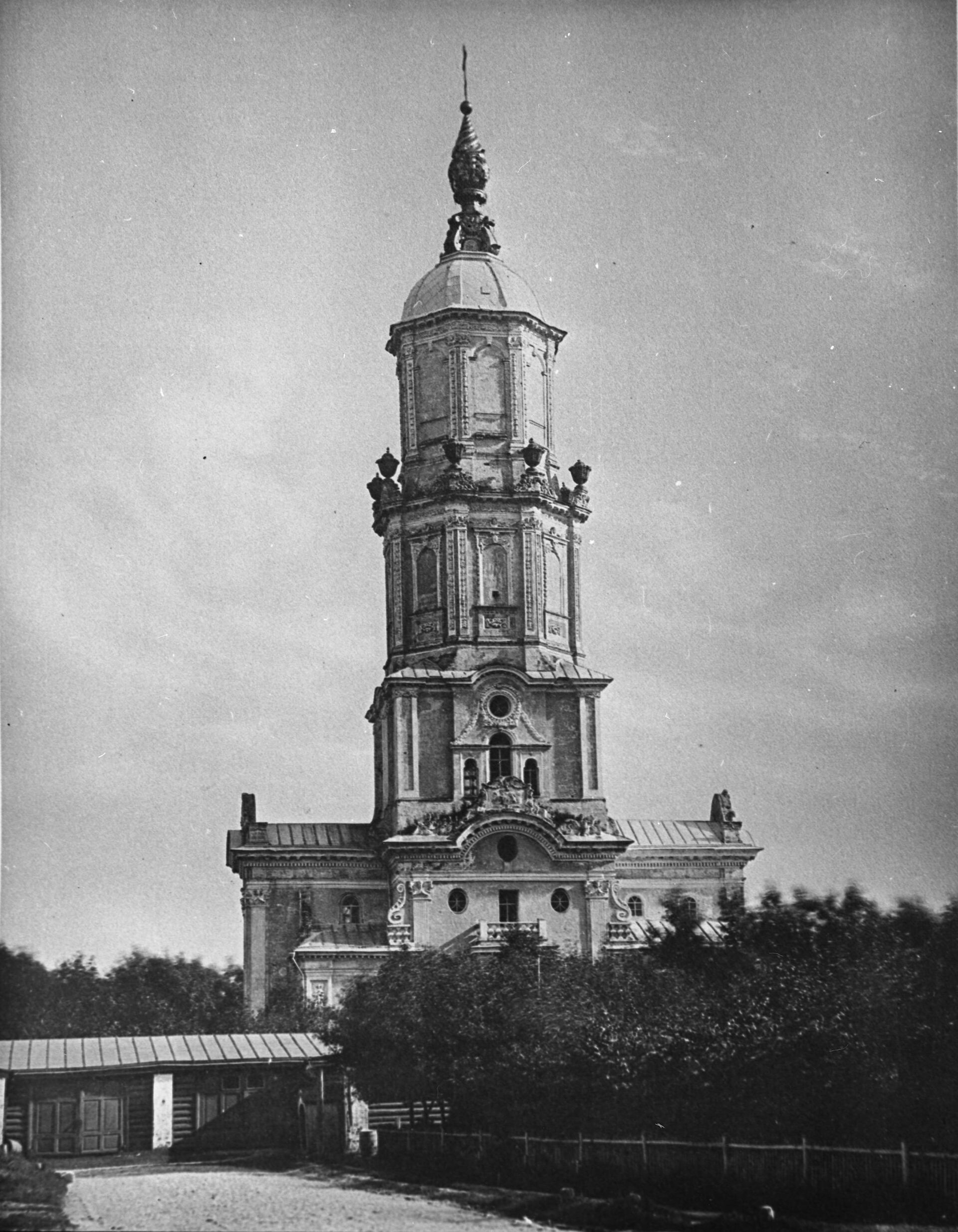
Меншикова башня (фото 1882 года)

В 1780 году Ключарёв был членом «Собрания университетских питомцев». В то же самое время он познакомился с Николаем Новиковым и вступил в одну из масонских лож. С Новиковым у него сложились тесные дружеские отношения, продолжавшиеся до самой смерти Новикова. После своего освобождения из крепости Новиков поехал прежде всего в усадьбу Ключарёва и некоторое время там жил. Ключарёв принадлежал к числу тех немногих людей, с которыми Новиков часто и охотно виделся в последние годы своей жизни.
В масонстве Ключарёв носил рыцарское звание Еques ab olira tenera, а в 1781 году был мастером стула в ложе «Святого Моисея». В 1782 году, когда русское масонство образовалось по началам, выработанным на Вильгельмсбадском конвенте, и он был избран одним из пяти членов директории восьмой провинции (то есть России), председателем которой был Новиков. В 1782 году на торжественном открытии «Дружеского учёного общества» Ключарёв прочитал свою оду.
В 1812 году самого Ключарёва постигла беда, по-видимому, совершенно случайно: московскому градоначальнику Растопчину были сообщены письма к его сыну от одного из французов, живших в России. Письма эти показались ему подозрительными; заступничество Ключарёва за Верещагина, который служил в Московском почтамте, сделало Ключарёва ещё более подозрительным в глазах главнокомандующего, вообще не жаловавшего масонов.
Трудами Ключарёва в Москве была перестроена Меншикова башня, где проходили масонские собрания.

## Награды
- Орден Святого Иоанна Иерусалимского почётный командорский крест (4 июля 1800)[5]
- Орден Святого Владимира 3-й степени (22 ноября 1802)[6]
- Орден Святой Анны 2-й степени (10 января 1803)[7]
- Орден Святой Анны 1-й степени (13 февраля 1806)[8]
- Орден Святого Владимира 2-й степени (2 июля 1810)[9]

## Поэтическое творчество
*    *    *

Коль малознающи мы в таинстве любви!..

Лишь чувствием её ты сердце оживи,

Отверзи внутренность, дай путь ему в теченье,

Ты узришь ада в рай пресветлый превращенье:

Мрак ненавиденья и подозренья чад

И горькой зависти мертвящий душу яд

Преобратятся в свет, неизреченну сладость!

Почувствуешь тогда божественную радость!

Там милосердие, где гнев был, луч прострёт,

Унынье жило где, веселье жить начнёт;

И тех, что злейшими ты почитал врагами,

Благотворящими найдёшь себе друзьями!
Леонид Мацих называет Ф. П. Ключарёва «великим масонским поэтом». Его перу принадлежат следующие литературные произведения:
- «Ода», читанная на открытии Дружеского общества (напечатана в приложениях к книге М. Н. Лонгинова «Новиков и московские мартинисты», М., 1867).
- «Владимир Великий», трагедия в стихах (напечатана отдельным изданием, М., 1779, а также в VІ ч. «Российского театра»).
- «Испытание честности», повесть (Калуга, 1797).

Митрополит Евгений приписывал Ключарёву первое издание «Древних российских стихотворений» Кирши Данилова (М., 1804), при котором есть и стихотворное посвящение, подписанное буквой К. В 1818 году в предисловии ко второму изданию этих сочинений уточняется:

За открытие и сохранение сих старых памятников русской словесности мы обязаны покойному г. действительному статскому советнику Прокофию Акинфиевичу Демидову, для коего они, пред сим лет за 70, были списаны; по смерти его рукопись сия перешла к Н. М. Хозикову, а им уже подарена в 1802 году Его Превосходительству Фёдору Петровичу Ключарёву. По рассмотрении оригинала, он нашёл их довольно любопытными для просвещённой публики и поручил издать, служившему под начальством его, воспитаннику Московского университета (ныне калужскому губернскому почтмейстеру), А. Ф. Якубовичу. Г. Якубович, выбрав лучшие, по его мнению, из сих стихотворений, напечатал сей памятник поэзии протекших веков, в Москве, в типографии С. Селивановского, 1804 года, в 8 долю листа, на 824 страницах, под названием: Древние русские стихотворения.
— Калайдович К. Предисловие ко 2-му изданию 1818 года